# 徐亮
徐亮（1981年8月12日—），中国足球运动员，司职中场或边后卫，徐亮有相当出众的任意球能力，被称为“徐克汉姆”，在比赛中有多次精彩破门的记录，也曾是国青队、国奥队和国家队的成员。他是首位曾在北京、上海和广州的顶级职业联赛球队效力的球员。

## 俱乐部生涯

### 辽宁足球队
徐亮从辽宁青年队崭露头角，是球队2001年从乙级联赛升入甲B的绝对主力。由于中国足球一家俱乐部不能拥有两支甲级队的规定，青年队被转让组建为葫芦岛宏运，不过徐亮和王新欣两名主将却被辽宁一队签下。
徐亮在辽宁队表现出色，并迅速成为球队主力。2002年11月13日，徐亮在2002赛季中国足协杯决赛第一回合中打进加盟辽宁队的第一个进球，帮助球队3比1击败青岛哈德门。
2005年9月18日，徐亮在辽宁队5比1击败深圳健力宝的比赛中独中三元，上演了职业生涯的第一个帽子戏法。
2006年，由于辽宁队深陷财政危机，俱乐部同意将徐亮以180万的身价租借给徐亮国奥队恩师沈祥福所执教的北京国安一年，徐亮也开始随国安队进行训练，但由于辽宁省体育局的干预，交易最终被取消。租借国安队失败后，徐亮在前国家队主教练阿里·汉的推荐下，于2006年1月4日前往荷兰足球甲级联赛俱乐部赫拉克勒斯试训，徐亮试训期间表现出色，但由于转会费和其他原因，赫拉克勒斯宣布放弃引进徐亮。随后，俄罗斯超级联赛球队莫斯科鱼雷表示愿意出价100万欧元收购徐亮。2006年6月，徐亮前往莫斯科鱼雷试训，但因身体对抗能力偏弱而失败。

### 广州医药

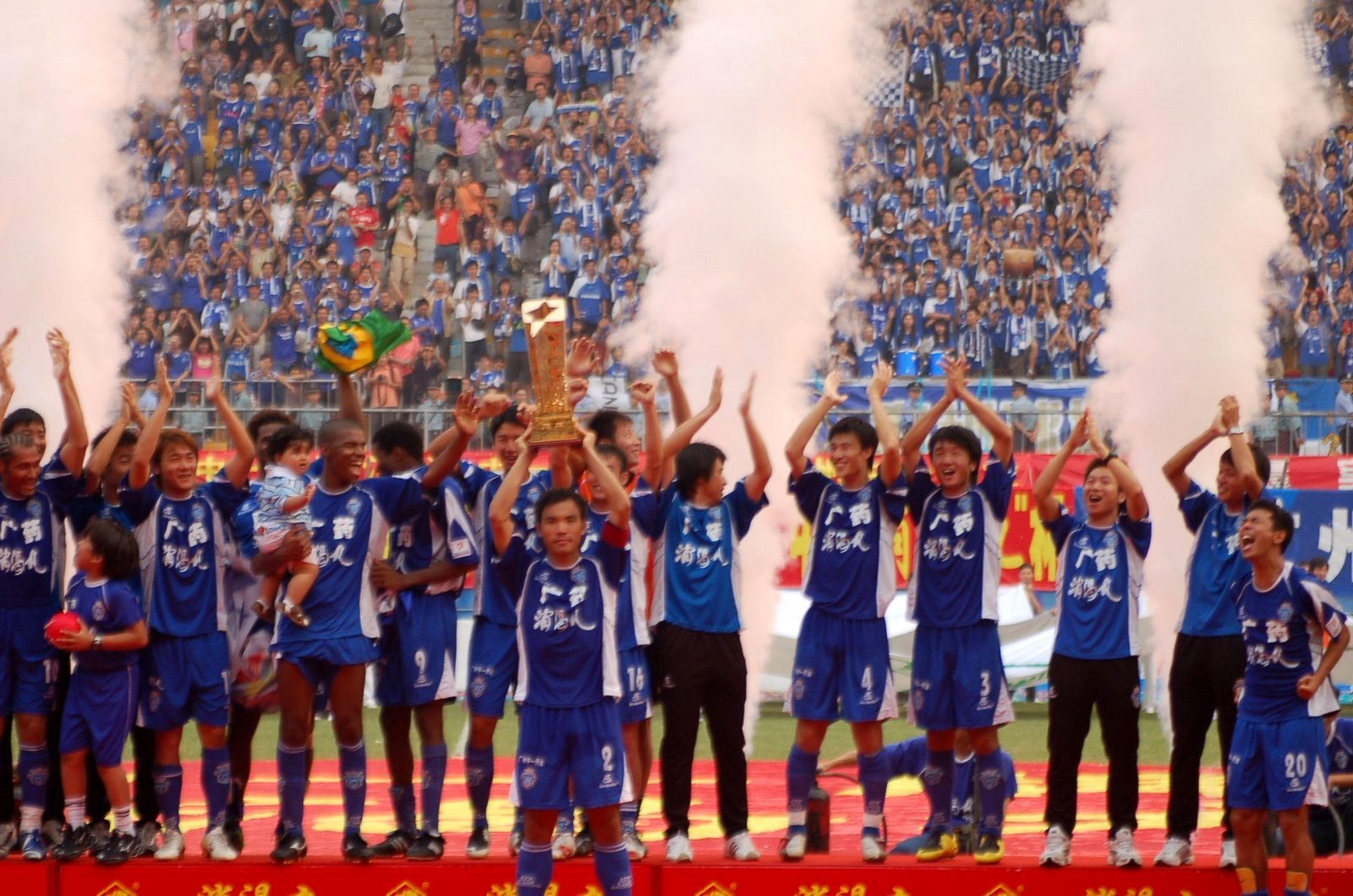
徐亮（右一）在广州医药收获职业生涯的首个联赛冠军。

2007年徐亮追随沈祥福，从辽宁队转会到中甲球队广州医药，转会费为300万元，当年就以12个入球帮助球队升上了中超联赛。
2008赛季和2009赛季，徐亮都是广州医药队的核心球员。他在场上表现出色，两个赛季出场46次，为广州队打进17个进球。2009年4月6日，徐亮在广州医药主场3比1击败大连实德的比赛中上演帽子戏法。这也是他继在2007年9月15日主场6比1击败青岛海利丰后第二次为广州队上演帽子戏法。但2009赛季后半段，徐亮却因为自己的某些言行而成为媒体的焦点，广州队也在这段时间成绩迅速下滑。10月24日，徐亮在广州队主场迎战青岛中能的比赛中由于不服主裁判黄俊杰的多次争议判罚而出言不逊，惹怒黄俊杰并被红牌罚下并受到中国足协停赛5场的惩罚。
赛季结束后，虽然广州球迷极力挽留徐亮留队，但徐亮最终被广州医药队挂牌。

### 北京国安
中超球队河南建业一度有意引入徐亮，但由于价格原因最终选择放弃。此后徐亮前往卫冕冠军北京国安试训，广州队开出了550万身价，而北京国安的报价只有80万，双方的谈判一度陷入僵局。2月12日，北京国安宣布以280万元的价格签入徐亮。4月23日，徐亮在禁赛期满后首次代表北京国安参加中超联赛，对阵河南建业，他在比赛中射进一个点球，这也是他为国安队打进的首个进球。 2012年8月4日，徐亮在和大连实德的比赛中在距离对方球门62米的位置吊射破门，创造了中国足球顶级联赛的最远进球纪录，这也是中国职业足球史的第二远进球。

### 上海申花
2012年12月11日，上海申花宣布正式和徐亮签约。
2015年1月3日，徐亮通过绿地申花官方微博宣布退役。

### 深圳佳兆业
2015年12月，徐亮复出自费跟随深圳佳兆业在昆明海埂训练基地训练，2016年1月，深圳佳兆业官方宣布徐亮加盟球队签约两年。

## 国家队生涯
徐亮曾是中国国青队、中国国奥队的主力球员，曾经代表国青队参加2001年世青赛。他第一次代表中国国家队出场是在2002年12月7日的巴林四国邀请赛中国3比1击败叙利亚的比赛，随后徐亮在国家队中几进几出，2006年8月10日，徐亮在4比0击败泰国的比赛中打进他在国家队的首个进球。
2007年开始，徐亮没有再得到为国家队出场的机会，徐亮认为自己是不够资格进国家队，在国家队他干不了脏活累活，制约自己的发挥。

## 争议
徐亮在场外场内的某些行为在中国足球界曾引发各种争议，他在中央电视台体育频道栏目足球之夜的专访时做出如下解释：“亮不是在有意的在埋怨队友，也不是在耍大牌，就是对比赛的一种急，强烈的求胜欲望，我觉得是这种。我的性格就是这样，我是个性情中人，我不是掖着、藏着，我历来都是一个比较有个性的球员吧，座右铭也是走自己的路，让别人说去吧，当然有不理解我的人，我能理解他们”。而在广州日报的专访中徐亮也有相似的言论：“我最大的缺点可能就是心直口快，无论在赛场上还是在赛场下，我始终认为有问题就直接摆在桌面。这较之耍阴谋诡计更有利于问题的解决。”

### 正面事件
- 徐亮贫困学生教育基金：徐亮从1999年起开始资助特困学生，并在辽宁红十字会的帮助下成立“徐亮贫困学生教育基金”[28]。
- 英雄救美：2004年12月6日，徐亮在沈阳将一名车祸受伤女子送到医院并帮忙垫付费用[29]。

### 负面事件
- 泡吧事件：2002年1月26日夜间，徐亮在国奥队昆明集训期间违反队规，和队友路姜、张帅外出泡吧，受到国奥队除名的惩罚[30]。
- 拳击对手：2005年1月25日，徐亮在辽宁队和朝鲜国家队的热身赛中因不满对方防守球员的防守尺度而往对手脸上打了一拳[31]，赛后徐亮受到辽宁队内部“书面检讨”的处罚[32]。
- 假球质疑：2005年7月21日，辽宁队在与大连实德的比赛中以0比5惨败。当时作为辽足董事长的赵本山强烈怀疑此次比赛中有假球，还将怀疑的目光集中在徐亮身上。在赛后的酒席上，赵本山当面批评徐亮道：“徐亮你的球感挺好的，但你要那样（踢假球），那你就废了！你自己的前途就废了！”“我们不讲发挥，咱也不会生气的，我就剩20年活头，干嘛为这事儿生气？就你别拿我们当傻子就完了！”对徐亮的解释和致歉也不予理睬，场面一度陷入尴尬境地，直至总经理张曙光前来解围。[33][34]
- 赛场内讧：2009年6月30日广州队和北京国安的比赛中，徐亮和队友周麟因为防守责任问题发生内讧[35]，事件以两名球员公开检讨而告终。
- 奖金门事件：2009年8月31日，在广州队客场挑战重庆力帆的赛前适应性训练时，徐亮向广州媒体爆料称“广药拖欠队员10轮奖金[36]，其后徐亮因为受伤缺席数场比赛，部分媒体认为是被俱乐部内部停赛[37]，但广州医药俱乐部的官方声明称徐亮并没有受到俱乐部的惩罚[38]。
- 训练场打架：2009年9月22日，有球迷爆出徐亮在训练场和队友卢琳发生内讧，卢琳面部被徐亮踹伤，广州医药俱乐部证实此事，并采用低调处理的方式解决这一事件[39][40]。
- 威胁记者：2009年9月26日，徐亮在奖金门事件后首次复出出战陕西中新，他在比赛中打进一个直接任意球后庆祝进球时作出“闭嘴”的动作，然后在赛后接受广东电视台的采访时说：“我把这粒进球献给那些喜欢落井下石的记者,我希望他们每天早上出门的时候安全。”[41]，广州各大媒体认为徐亮是诅咒甚至恐吓媒体，要求徐亮道歉，徐亮表示那句话只是对个别媒体的不负责任报道表示愤慨，是一时激动脱口而出，没有任何的挑衅和恶意，他表示拒绝向某一两个人道歉，但同时也向其他受到伤害的媒体朋友表达歉意[42][27]。
- 辱骂裁判：2009年10月24日，徐亮在广州医药主场迎战青岛中能的比赛中由于不服主裁判黄俊杰的多次争议判罚而出言不逊，惹怒黄俊杰并被红牌罚下[43]。黄俊杰赛后呈交足协的裁判报告称徐亮“辱骂、侮辱裁判”[44]。10月28日，中国足协正式宣布对徐亮处于停赛5场，罚款人民币25000元的处罚[12]。但广州医药俱乐部的官员认为主裁判黄俊杰在比赛中也有辱骂球员和主教练沈祥福，理应接受处罚[45]。

## 荣誉

### 俱乐部
- 辽宁青年
  - 中国足球乙级联赛亚军：2001

- 辽宁队
  - 中国足协杯亚军：2002

- 广州医药
  - 中国足球甲级联赛冠军：2007

- 北京国安
  - 中国足球超级联赛亚军：2011

### 国家队
- 中国国家青年足球队
  - 亚洲青年足球锦标赛季军：2000

### 个人
- 中国足球协会年度最佳新人：2002